# Ángela Pradelli
Ángela Pradelli (Buenos Aires, 26 de octubre de 1959) es una escritora y profesora en Letras argentina. Ha recibido distintos premios, entre ellos: Premio a la Mejor Novela publicada en español en 2018, China, People´s Literature Press, Premio al Mejor Libro de Educación Fundación El Libro de Buenos Aires 2010/2011, Premio de Ensayo Ciudad de Buenos Aires, Premio de Novela Ciudad de Buenos Aires 2003 y 2008, Premio Internacional Clarín de Novela 2004  y Premio Emecé 2002.
Es antóloga, junto con Esther Cross, de La Biblia según veinticinco escritores argentinos (Emecé, 2009)
Ha dado conferencias y talleres de escritura en distintas ciudades del país y también del exterior, como Génova, Ginebra, Zúrich, Núremberg, Zofingen, Berna, La Habana, Caracas, Berlín, Osorno, Guadalajara, Los Ángeles y Shanghái. 
Sus libros fueron traducidos al alemán y al inglés y, en parte, al italiano y al francés. Fue escritora residente en Italia, Suiza, Estados Unidos y China. En 2016 participó en Génova del XXII Festival Internazionale di Poesia Parole Spalacante.
En 2024 fue elegida Académica de Número de la Academia Argentina de Letras.
Es Miembro Correspondiente de la Real Academia Española.

## Trayectoria
Ángela Pradelli es escritora y profesora en Letras. 
Ejerció la docencia en escuelas secundarias y fue coordinadora del Plan Nacional de Lectura en la Región de la Provincia de Buenos Aires. 
Dio talleres de escritura y presentaciones públicas en Buenos Aires, Santa Fe, Córdoba, Neuquén, Río Grande, y varias ciudades de la Argentina; también en Ginebra, Zúrich, Berna, Winterthur, California, Núremberg, Erlangen, Aarau, Wettingen, Zofingen, Winterthur; La Habana, Caracas, Berlín, Génova, Zofingen, Osorno, Los Ángeles, Herrliberg.
Colaboró en diferentes medios periodísticos nacionales y escribió también notas para el periódico La Liberté, de Friburgo, Suiza y La Jornada semanal, de México. 
Es una de las fundadoras, junto con Alejandra Correa, del proyecto social y colectivo ¿Por qué llora esa mujer?, testimonios de mujeres víctimas de violencia.
Fue invitada como escritora residente y conferencista:
2004: Beca del Programa Internacional de Intercambio de Artistas, Técnicos y Profesionales de la Cultura, otorgada por la Secretaría de Cultura de la Nación por la que fue escritora residente en el Atlantic Center for the Arts, Florida, Estados Unidos. 
2005: Beca Nacional para Escritores del Fondo Nacional de las Artes
2010: CONABIP al 10th The Art Festival of Storytelling International, organizado por el Sistema de Bibliotecas Públicas de Miami-Dade.
2010: Beca de la Fundación Pro Helvetia de Suiza en el marco del Programa Bicentenario de Intercambio y fue escritora residente en la ciudad de Ginebra. 
2010: Conferencia en la Universidad de Ginebra, Departamento de Lengua Española, Ginebra, Suiza.
2010: Taller de escritura en la Universidad de Ginebra, Departamento de Lengua Española, Ginebra, Suiza.
2012: Beca del Programa Writers-in-residence de la Literaturhaus de Zúrich, Suiza. 
2014: Beca de Akrai Residency, Palazzollo Acreide, Sicilia, Italia.
2014: Beca de la Bogliasco Foundation de New York, EE. UU./ Liguria, Italia.
2015: Beca de la Fundazione Casa Atelier Bedigliora, Ticino, Suiza.
2015: Invitación al 38.º LateinamerikaWoche / Festival de Cultura Latinoamericana, Núremberg, Alemania.
2015: Beca de Omi International Arts Center, Nueva York, EE. UU.
2016: Conferencia en Salisbury University, Departamento de Español, Maryland, EE. UU.
2016: Conferencia en Chapman University, Departamento de Escritura Creativa, Orange, EE. UU.
2016: Conferencia en California State University, Departamento de Español, Los Ángeles, EE. UU.
2016: Conferencia University of La Verne, Departamento de Humanidades, California, EE. UU. 
2016: Conferencia en Azusa Pacific University, Departamento de Español, California, EE. UU.
2016: Universidad de Los Ángeles, Departamento de Español
2016: Invitada al XXII Festival Internazionale di Poesía de Genova Parole Spalancate, Génova, Italia)
2016: Beca de Shanghai Writers´Association, Shanghái, China.
2018: Conferencia Universidad de Bolonia
2018: Conferencia Universidad de Zúrich
2018: Conferencia Universidad de Ginebra
2018: Conferencia Università degli Studi dell'Insubria, Como, Italia
2018: Conferencia Centro Nord Sud de Winterthur, Suiza.
2018: Conferencia Universidad de Colonia, Alemania

## Obra
- Las cosas ocultas (Ediciones del Dock, 1996)
- Amigas mías (Emecé, 2002). Friends of mine (LALRP, 2012, traducción de Andrea Labinger). Unter Freundinnen (Rotpunktverlag, 2014, traducción Marion Dick)
- Turdera (Emecé, 2003)
- El lugar del padre (Alfaguara, 2004).Das haus des vaters (Rotpunktverlag, 2012, traducción Marion Dick)
- Libro de lectura, crónica de una docente argentina (Emecé, 2006)
- Combi (Emecé, 2008)
- Un día entero (Ediciones del Dock, 2008)
- La búsqueda del lenguaje, experiencias de transmisión (Paidós, 2010)
- El sentido de la lectura (Paidós, 2013)
- En mi nombre / Historias de identidades restituidas (Paidós 2014)
- El sol detrás del limonero (El Bien del Sauce edita, 2016/ La Gran Nilson, 2018)
- La respiración violenta del mundo (Emecé, 2018)
- La poética de la seda (Ediciones del Dock, 2019)
- Dos soldados (Emecé, 2022)